# 红星勋章 (捷克斯洛伐克)
红星勋章（捷克語：Řád rudé hvězdy）是捷克斯洛伐克共和国政府于1955年设立的勋章。

## 历史
“红星勋章”是由1955年2月8日第6/1955号法令设立的。该法案于1955年2月23日正式生效。同时设立的还有“捷克斯洛伐克英雄”荣誉称号、红旗勋章等一系列奖赏。1955年9月9日第44/1955号法令，以及1958年8月20日第52/1958号法令修改了部分内容。主要是授予对象的调整。
它授予在巩固国防、保卫祖国等方面为国家建立卓越功勋者。授勋者多为军人，也可以是军事单位或组织。主要有两种版本。1955年至60年代初期的版本采用具有捷克传统的竖插式佩戴方式，背面为飘扬旗帜图案，刻有“ZA SOCIALISTICKOU VLAST”字样；后来采用横别针式佩戴方式，刻有国名缩写“ČSSR”。
随着天鵝絨革命的爆发，它于1990年10月15日被正式废除。